# Théophile Emmanuel Duverger
Théophile Emmanuel Duverger est un peintre français né à Bordeaux le 17 mars 1821, mort à Écouen le 25 août 1898.
Il est le beau-père du peintre André-Henri Dargelas.

## Biographie
Habitant à Écouen, Théophile Emmanuel Duverger se forme en autodidacte en observant la nature autour de la ville et les travaux des grands peintres. Il débute au Salon de Paris de 1846 avec un Portrait de femme. Par la suite il a surtout traité des scènes de genre. Il obtient une médaille de 3e classe au Salon de 1861, avec un rappel en 1863, et une nouvelle médaille en 1865. Il fait partie des fondateurs de la colonie d'artistes d'Écouen.
Il est inhumé au cimetière d'Écouen.

## Œuvres exposées au Salon

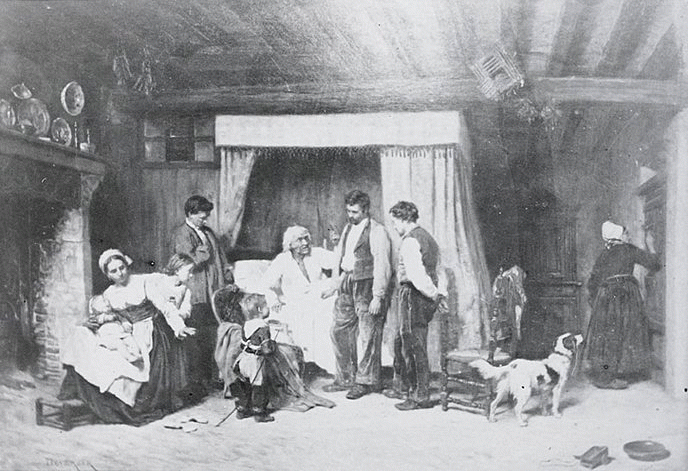
Le Laboureur et ses enfants, vers 1865. (Grande Chancellerie de la Légion d'honneur, Paris).

- Portait de Melle Z… D…, Salon de 1846,
- Portrait de M. Leglu, Salon de 1847,
- Portrait de M. T… E… D…, Salon de 1847,
- Démence de Charles VI, Salon de 1848,
- Portrait de M…, Salon de 1848,
- Portraits d'enfant, Salon de 1848,
- Portait de Mme G…, Salon de 1852,
- Le Mot pour rire, Salon de 1853,
- Les Larmes du foyer, Salon de 1855,
- La Visite, Salon de 1857,
- La Partie chez la grand'maman, Salon de 1857,
- La Visite de la nourrice, Salon de 1859,
- L'Étable, Salon de 1859,
- La Blanchisseuse, Salon de 1859,
- L'Hospitalité, Salon de 1859,
- Les Dames de charité, Salon de 1859,
- La Gamelle de grand papa, salon de 1861,
- L'Attente, Salon de 1861,
- L'Écharde, Salon de 1861,
- La Convalescence, Salon de 1861,
- Les Dames de charité, Salon de 1861,
- Les Derniers Sacrements, Salon de 1863,
- Les Bohémiens, Salon de 1863,
- La Recette de l'aveugle, Salon de 1863,
- Cache-cache, Salon de 1864, réexposé en 1867, anciennement au musée du Luxembourg à Paris,
- La Retenue, Salon de 1864,
- Le Paralytique, Salon de 1865,
- Le Laboureur et ses enfants[4], Salon de 1865 (localisation inconnue),
- La Fille repentante ; bourg de Batz, Salon de 1866,
- La Confirmation dans l'église de Villiers-le-Bel, Salon de 1867,
- Le Berceau vide ; bourg de Batz dans la Loire-Inférieure, Salon de 1868,
- La Première Fredaine, Salon de 1868,
- Sollicitude maternelle, Salon de 1869,
- Sollicitude filiale, vingt ans après, Salon de 1869,
- Scène bretonne, Salon de 1869,
- Vice et misère, Salon de 1870,
- Travail et bonheur, Salon de 1870,
- Les Cascarottes, Saint-Jean-de-Luz (Pyrénées-Atlantiques), Salon de 1872,
- La Retenue, Salon de 1873,
- Quand les chats n'y sont pas, les souris dansent, Salon de 1874,
- L'Enfant aux fruits, Salon de 1875,
- Retour de marché, Salon de 1875,
- Trop de reconnaissance, Salon de 1876,
- L'Aiguille de la grand'maman, Salon de 1877,
- Une allée de jardin à Écouen, Salon de 1877,
- Convalescence, Exposition universelle de 1878,
- Flagrant délit, Exposition universelle de 1878,
- L'Intempérance, Exposition universelle de 1878,
- La Fête de la grand'maman, Salon de 1879,
- Les Orphelins, Salon de 1879,
- Le Pitre, Salon de 1880,
- En retenue, Salon de 1880,
- Le Braconnier, Salon de 1881,
- Avant la messe, Salon de 1881,
- Les Petits Ours, Salon de 1882.